# Крячик, Квачик і Кручик
Крячик, Квачик і Кручик (англ. Huey, Dewey, and Louie — Г'юї, Д'юї і Луї) — три брати-качки, які є героями мультфільмів и коміксів компанії Волта Діснея. Антропоморфні каченята-трійнята, створені Тедом Осборном і Елом Таліаферро. З однаковою зовнішністю та характерами, вони є пустотливими племінниками Дональда Дака. Залежно від сюжету, хлопці були і ворогами Дональда, і його друзями. Ідентифікуються трьома основними кольорами; червоний (Крячик), синій (Квачик), зелений (Кручик). Вони дебютували в коміксі 1937 року та короткометражному анімаційному фільмі 1938 року «Племінники Дональда». Є двоюрідними онуками Скруджа Макдака, та племінниками Дональда Дака. Мамою персонажів є Делла Дак.

## Опис
Крячик, Квачик і Кручик є синами сестри Дональда Делли Дак, однак у «Donald's Nephews» їхню матір звуть Дамбелла. У оригінальних театральних короткометражках їх спочатку відправили відвідати Дональда лише на один день; у коміксах цих трьох відправили тимчасово залишитися з Дональдом, поки їхній батько не повернеться з лікарні (зрештою, хлопці відправили його туди після того, як жартували, поклавши петарди під його стілець). І в коміксах, і в анімаційних короткометражних фільмах про батьків хлопчиків більше ніхто не згадував після цих випадків, в результаті чого хлопчики залишилися назавжди жити з Дональдом, згідно зі звичаєм усування Діснеєм батьків дитячих персонажів. Усі четверо живуть у місті Дакбург у штаті Калісота.
Відомо, що хлопці мають ідентичну зовнішність і характери в більшості випадків, причому троє іноді показують, що закінчують речення один одному, як в жартівливий жарт. В короткометражних фільмах Крячик, Квачик і Кручик часто поводилися шалено, інколи мстилися своєму дядькові Дональду за те, що він їм зробив. Однак у коміксах, розроблених Елом Таліаферро та Карлом Барксом, хлопчиків зазвичай зображують у більш пристойній манері, як правило, вони допомагають своєму дядькові Дональду та двоюрідному діду Скруджу Макдаку в майбутніх пригодах. У ранніх коміксах К.Баркса каченята все ще були дикими та некерованими, але їхні характери значно покращилися завдяки членству в "Юних Мандрівників" ("Junior Woodchucks") і доброго впливу їхньої мудрої старої прабабусі Качки. 

## Основні риси і характер
Крячик, Квачик та Кручик — пустотливі племінники Дональда Дака, які часто ворогують з ним. Хоча кожен з них має відмінну рису характеру, у них є деякі подібності. Усі троє виявляються хитрими та неприємними і зазвичай думають однаково. У деяких попередніх мультфільмах вони часто сперечалися між собою, а також скиглили та плакали. Але в пізніших фільмах видно, що вони погоджуються майже у всьому. Усі троє також люблять мучачи Дональда заради власної розваги (наприклад, коли вони прив’язали його до власного гамака). Однак іноді це є актом помсти за розіграш, вчинений Дональдом (наприклад, коли він видавав себе за горилу Аякса, і вони зробили те саме, ненавмисно поставивши під загрозу життя свого дядька, якби вони не забризкали сльозогінним газом горилу і Дональда). Індивідуальні характери та примхи хлопчиків були натхненні реальними взаєминами між братами та сестрами. Крячик — старший із трійнят, тому він поводиться найбільш відповідально. Квачик — середня дитина і просто хоче виділитися. Кручик — молодший, часто вважає за краще вести лінивий спосіб життя.
Незважаючи на суперечки, вони дуже люблять свого дядька, а він любить їх.
У каченять біле пір’я, жовтий дзьоб і перетинчасті лапи. Очі у них овальні, світло-блакитні з чорними зіницями. Часто їхні очі просто чорні. Їхні сорочки мають різні кольори, причому найпоширенішим розташуванням кольорів є Крячик завжди у червоному, Квачик — у синьому, а Кручик — у зеленому (за винятком багатьох друкованих коміксів, у яких усі три їхні сорочки замість цього пофарбовані в чорний колір).
У більшості випадків вони є дітьми не старше 10 років. У ряді оповідань Карла Баркса вони натомість зображені як вихованці дитячого садка («Kite Weather, The Crazy Quiz Show and Want to Buy and Island?»). Інша історія Баркса,"Truant Officer Duck", зображує хлопців у другому класі, тобто їм приблизно 7–8 років. В епізоді Качині історії "Бізнес-каченята" ("Yuppy Ducks") кілька разів зазначено, що їм 10 років, а в «Bubbeo & Juliet» племінники починають навчальний рік у п’ятому класі. Однак у наступному епізоді «Bubba's Big Brainstorm» Кручик каже, що печерна качка Бабба йде в перший клас, але також показано, що Бабба в тому ж класі, що і трійня, маючи на увазі, що всі вони в першому класі, незважаючи на попередній п'ятий клас та десятирічний вік. Тим часом у Кряк-Бряк вони зображені не як маленькі діти, а як підлітки, які на час епізоду «Need 4 Speed» достатньо дорослі, щоб керувати автомобілем.
У перезапуску Качиних історій (2017) кожна трійня носить оновлений одяг, щоб відрізнятися один від одного: Крячик одягнений у червону футболку-поло, але зберігає кольоровий кашкет, як це було в попередніх появах. Квачик носить сорочку з довгими рукавами всередині своєї звичайної футболки. Кручик носить зелений худі.
Різні риси характеру кожного з хлопців, здавалося, мали великий вплив на їх особистість в перезавантаженні Качиних історій. 
Їм трьом доводиться переїхати та жити з дядьком свого батька, а саме з двоюрідним дядьком — Скруджом МакДаком, який є мільярдером, та має великий маєток в якому і будуть жити персонажі.
Крячик — найрозумніший з трійки, Квачик  — найбільш творчий, мислитель, Кручик — найпрактичніший